# Campionati mondiali di sollevamento pesi 2018 - +87 kg femminile
Le gare di sollevamento pesi della categoria oltre gli 87 kg femminile — pesi supermassimi — dei campionati mondiali del 2018 si sono svolte dal 9 al 10 novembre 2018 ad Aşgabat presso la Weightlifting Arena dell'Aşgabat Olympic Complex.
Duangaksorn Chaidee, inizialmente classificatasi al 3° posto – e quindi vincitrice della medaglia di bronzo – nel dicembre del 2018 venne riscontrata positiva a sostanze proibite e squalificata per due anni, fino al dicembre del 2020. La medaglia di bronzo fu riassegnata alla nordcoreana Kim Kuk-hyang.
Chitchanok Pulsabsakul, inizialmente classificatasi al 6° posto, nel gennaio del 2019 venne riscontrata positiva a sostanze proibite e squalificata per quattro anni, fino al gennaio del 2023.

## Programma
L'orario indicato corrisponde a quello turkmeno (UTC+05:00)
| Data             | Orario | Evento   |
| ---------------- | ------ | -------- |
| 9 novembre 2018  | 10:00  | Gruppo C |
| 10 novembre 2018 | 10:00  | Gruppo B |
| 10 novembre 2018 | 14:25  | Gruppo A |

## Medagliate
Per ciascun esercizio, le prime tre classificate sono le seguenti:
| Esercizio | Oro               | Oro    | Argento     | Argento | Bronzo        | Bronzo |
| --------- | ----------------- | ------ | ----------- | ------- | ------------- | ------ |
| Strappo   | Tat'jana Kaširina | 145 kg | Meng Suping | 143 kg  | Kim Kuk-hyang | 130 kg |
| Slancio   | Tat'jana Kaširina | 185 kg | Meng Suping | 184 kg  | Kim Kuk-hyang | 165 kg |
| Totale    | Tat'jana Kaširina | 330 kg | Meng Suping | 327 kg  | Kim Kuk-hyang | 295 kg |

## Record
Prima di questa competizione, i record mondiali esistenti erano i seguenti:
| Record mondiale | Strappo | Mondiale standard | 143 kg | — | 1º novembre 2018 |
| Record mondiale | Slancio | Mondiale standard | 177 kg | — | 1º novembre 2018 |
| Record mondiale | Totale  | Mondiale standard | 320 kg | — | 1º novembre 2018 |

## Risultati
| Pos. | Atleta                        | Gr. | Peso atleta | Strappo (kg) | Strappo (kg) | Strappo (kg) | Strappo (kg) | Slancio (kg) | Slancio (kg) | Slancio (kg) | Slancio (kg) | Totale   |
| Pos. | Atleta                        | Gr. | Peso atleta | 1            | 2            | 3            | Pos.         | 1            | 2            | 3            | Pos.         | Totale   |
| ---- | ----------------------------- | --- | ----------- | ------------ | ------------ | ------------ | ------------ | ------------ | ------------ | ------------ | ------------ | -------- |
|      | Tat'jana Kaširina (RUS)       | A   | 107.60      | 140          | 145          | 145          |              | 178          | 182          | 185          |              | 330      |
|      | Meng Suping (CHN)             | A   | 120.92      | 135          | 140          | 143          |              | 175          | 184          | 188          |              | 327      |
|      | Kim Kuk-hyang (PRK)           | A   | 97.64       | 123          | 126          | 130          |              | 160          | 165          | 168          |              | 295      |
| 4    | Sarah Robles (USA)            | A   | 143.06      | 120          | 125          | 128          | 4            | 154          | 159          | 162          | 4            | 290      |
| 5    | Lee Hui-sol (KOR)             | B   | 118.26      | 115          | 120          | 125          | 7            | 145          | 145          | 152          | 5            | 272      |
| 6    | Anastasija Lysenko (UKR)      | B   | 102.80      | 115          | 119          | 119          | 8            | 140          | 145          | 148          | 8            | 267      |
| 7    | Shaimaa Khalaf (EGY)          | A   | 127.54      | 110          | 115          | 117          | 9            | 150          | 152          | 152          | 7            | 267      |
| 8    | Son Young-hee (KOR)           | A   | 112.51      | 115          | 115          | 123          | 11           | 152          | 158          | 159          | 6            | 267      |
| 9    | Tania Mascorro (MEX)          | B   | 109.43      | 118          | 121          | 125          | 6            | 145          | 145          | 145          | 10           | 266      |
| 10   | Verónica Saladín (DOM)        | A   | 125.26      | 118          | 122          | 126          | 5            | 142          | 146          | 146          | 12           | 264      |
| 11   | Lisseth Ayoví (ECU)           | B   | 122.41      | 110          | 115          | 116          | 10           | 140          | 145          | 145          | 14           | 256      |
| 12   | Nurul Akmal (INA)             | B   | 108.66      | 105          | 110          | 110          | 16           | 138          | 143          | 146          | 9            | 251      |
| 13   | Iuniarra Sipaia (SAM)         | B   | 127.22      | 102          | 107          | 111          | 14           | 135          | 140          | 143          | 11           | 250      |
| 14   | Emily Campbell (GBR)          | C   | 115.76      | 104          | 108          | 111          | 12           | 136          | 140          | 143          | 13           | 248      |
| 15   | Aleksandra Aborneva (KAZ)     | C   | 114.45      | 100          | 105          | 108          | 15           | 130          | 135          | 135          | 16           | 240      |
| 16   | Arpine Dalalyan (ARM)         | C   | 116.82      | 94           | 97           | 101          | 19           | 130          | 138          | 141          | 15           | 239      |
| 17   | Aizada Muptilda (KAZ)         | C   | 120.56      | 100          | 105          | 108          | 13           | 130          | 135          | 135          | 18           | 238      |
| 18   | Aleksandra Mierzejewska (POL) | B   | 142.14      | 100          | 105          | 105          | 17           | 125          | 130          | 135          | 19           | 235      |
| 19   | Magdalena Karolak (POL)       | B   | 123.29      | 100          | 104          | 106          | 18           | 127          | 132          | 132          | 21           | 231      |
| 20   | Zeng Ya-li (TPE)              | C   | 127.46      | 90           | 95           | 95           | 22           | 125          | 130          | 134          | 17           | 229      |
| 21   | Kuinini Manumua (TGA)         | C   | 107.55      | 98           | 98           | 98           | 21           | 125          | 129          | 132          | 20           | 227      |
| 22   | Melike Günal (TUR)            | C   | 111.96      | 95           | 100          | 100          | 20           | 123          | 128          | 129          | 22           | 223      |
| 23   | Tereza Králová (CZE)          | C   | 92.85       | 76           | 79           | 80           | 23           | 87           | 91           | 94           | 23           | 170      |
| DSQ  | Duangaksorn Chaidee (THA)     | A   | 113.70      | 120          | 125          | 129          | —            | 162          | 167          | 170          | —            | —        |
| DSQ  | Chitchanok Pulsabsakul (THA)  | B   | 121.11      | 120          | 125          | 127          | —            | 144          | 147          | 153          | —            | —        |
| —    | Laurel Hubbard (NZL)          | C   | ritirata    | ritirata     | ritirata     | ritirata     | ritirata     | ritirata     | ritirata     | ritirata     | ritirata     | ritirata |